# Banksia grandis
Banksia grandis és una espècie d'angiosperma de la família de les proteàcies (Proteaceae) nativa d'Australià. Els aborígens australians remullen les flors d'aquesta i altres espècies de Banksia per obtenir nèctar i una beguda ensucrada.

## Característiques
Aquesta espècie és la que té les fulles més grosses del seu gènere. És un arbre que normalment fa de 5 a 10 m d'alt però pot arribar als 15 m. També es troba en forma d'arbust. La seva escorça és del color gris característic del gènere Banksia. Les fulles són molt grosses de 45 cm de llarg i 11 cm d'ample amb una sèrie de lòbuls triangulars, pel revers tenen un toment fi. Floreix a l'estiu. Les flors són en forma de grosses espigues cilíndriques que poden fer 35 cm de llarg de color groc.

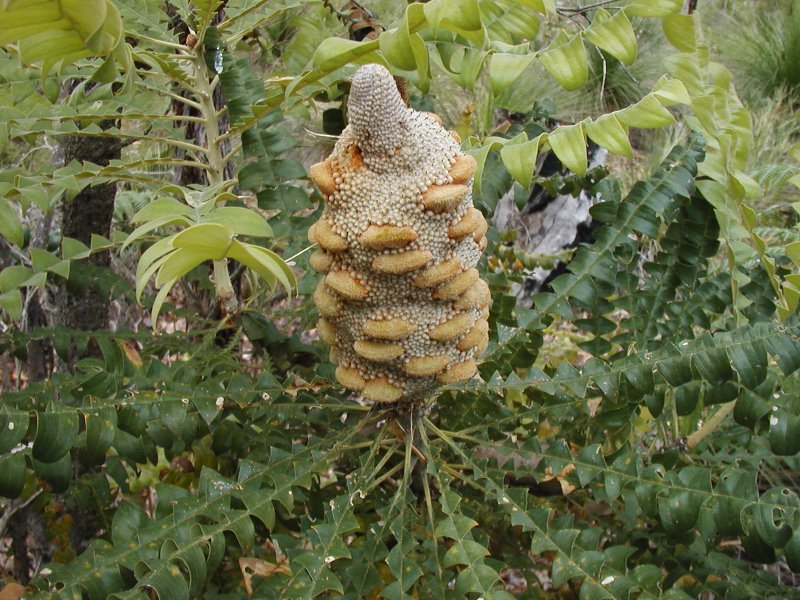
Banksia grandis, fol·licles en desenvolupament

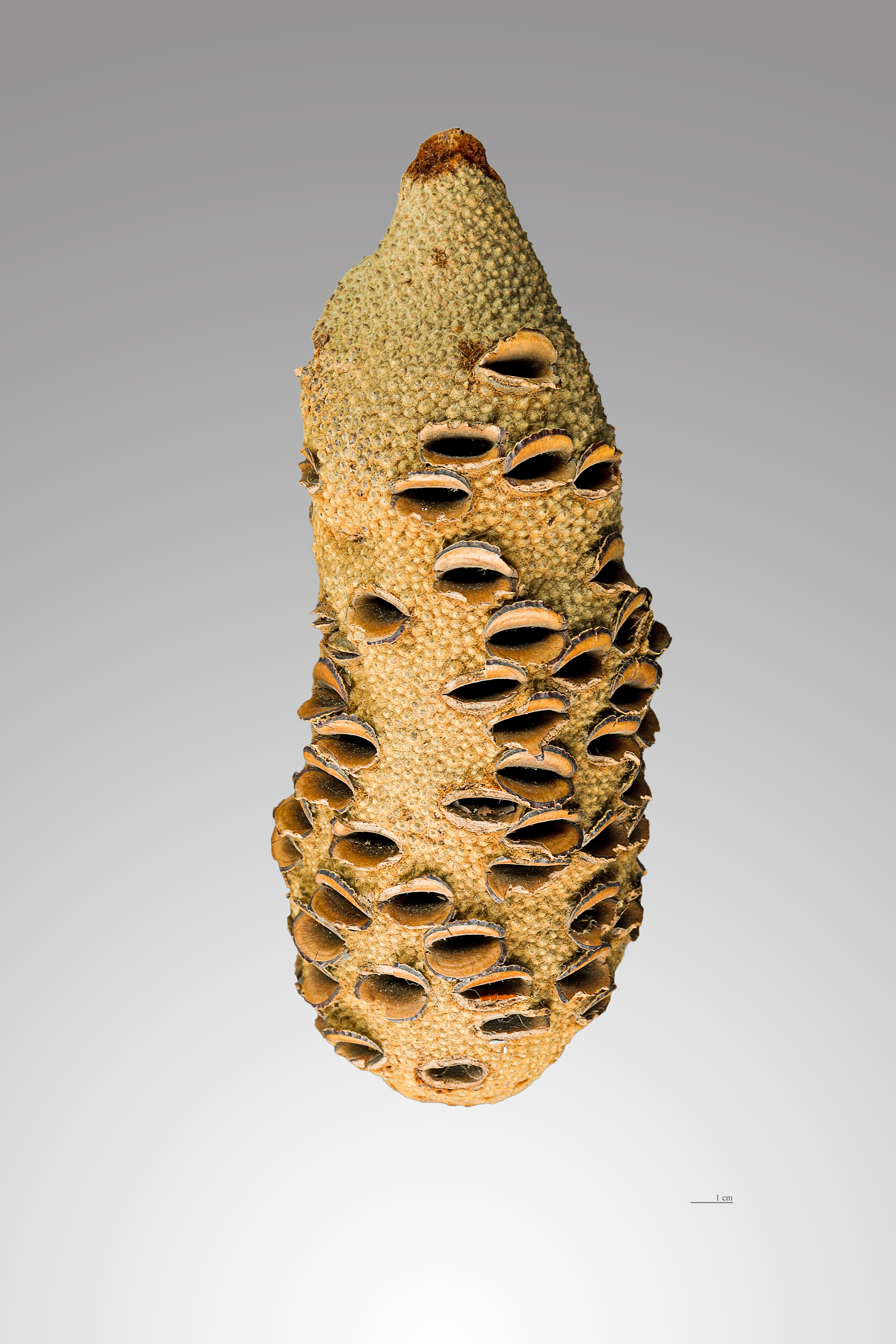
Banksia grandis, Els fol·licles obrir

## Distribució
Banksia grandis es troba al sud-oest d'Austràlia des de Jurien (30° 17′ S) al nord fins a Cape Leeuwin (34° 22′ S) al sud i a l'est fins Bremer Bay (34° 23′ S 119° 22′ S E). És molt comú en sòls de laterita de la serralada Darling, on fa el sotabosc dels boscos de Jarrah i Marri.